# Kapit
Huyện Kapit là một huyện thuộc bang Sarawak của Malaysia. Huyện Kapit có dân số thời điểm năm 2010 ước tính khoảng 57776 người.